# Баралки
Бара́лки (кабард.-черк. Бэралъкъ) — аул в Адыге-Хабльском районе Карачаево-Черкесской Республики. 
Входит в состав муниципального образования «Апсуанское сельское поселение».

## География
Аул расположен в юго-восточной части западной зоны Адыге-Хабльского района, на правом берегу реки Большой Зеленчук. Находится в 15 км к западу от районного центра — Адыге-Хабль и в 35 км к северо-западу от города Черкесск.
Граничит с землями населённых пунктов: Кызыл-Тогай на юге, Старо-Кувинск на западе и Спарта на севере.
Населённый пункт расположен в предгорной лесостепной зоне республики. Рельеф территории представляет собой слабо расчленённую местность, с холмистыми грядами тянущимися вдоль восточной окраины аула. Терраса имеет общий уклон с востока на запад, в сторону долины реки Большой Зеленчук. Средние высоты на территории аула составляют 487 метров над уровнем моря.
Почвенный покров отличается исключительным разнообразием. Развиты черноземы предкавказские и предгорные. В пойме рек пойменные луговые почвы.
Гидрографическая сеть в основном представлена рекой Большой Зеленчук. Вдоль западной окраины аула протекает его рукав. Долина реки заняты приречным лесом.
Климат умеренно-тёплый. Среднегодовая температура воздуха положительная и составляет около +10°С. Средняя температура июля +21,7°С, средняя температура января –1,5°С. Максимальная температура может достигать +40°С, минимальная может опускаться до -32°С. Продолжительность вегетационного периода 210 дней. Среднегодовое количество осадков составляет около 700 мм в год. Основная их часть приходится на период с апреля по июнь.

## История
Населённый пункт был основан в 1928 году переселенцами из аула Хахандуковский.
В 1935 год аул в составе Спартанского сельсовета был включён в состав Кувинского района Черкесской автономной области.
В годы Великой Отечественной войны аул был оккупирован немецкими войсками летом 1942 года. Освобождён в феврале 1943 года.
В 1957 году после упразднения Кувинского района, аул передан в Адыге-Хабльский район в составе Апсуанского сельсовета.

## Население
| 2002 | 2010 | 2021 |
| ---- | ---- | ---- |
| 335  | ↗348 | ↘319 |

Национальный состав
По данным Всероссийской переписи населения 2010 года:
| Народ   | Численность, чел. | Доля от всего населения, % |
| ------- | ----------------- | -------------------------- |
| черкесы | 330               | 94,8 %                     |
| другие  | 18                | 5,2 %                      |
| всего   | 348               | 100 %                      |

## Инфраструктура
- Средняя общеобразовательная школа № 1 — ул. Октябрьская, 37А.
- Фельдшерско-акушерский пункт — ул. Октябрьская, 6.

## Улицы
Улицы
| Дорожная   |
| Набережная |

| Октябрьская |

| Шоссейная |

Переулки
| Магазинный |
| Майский    |
| Мельничный |

| Подгорный |
| Речной    |

| Черкесский |
| Школьный   |